# Пам'ятник Феліксу Дзержинському (Москва)

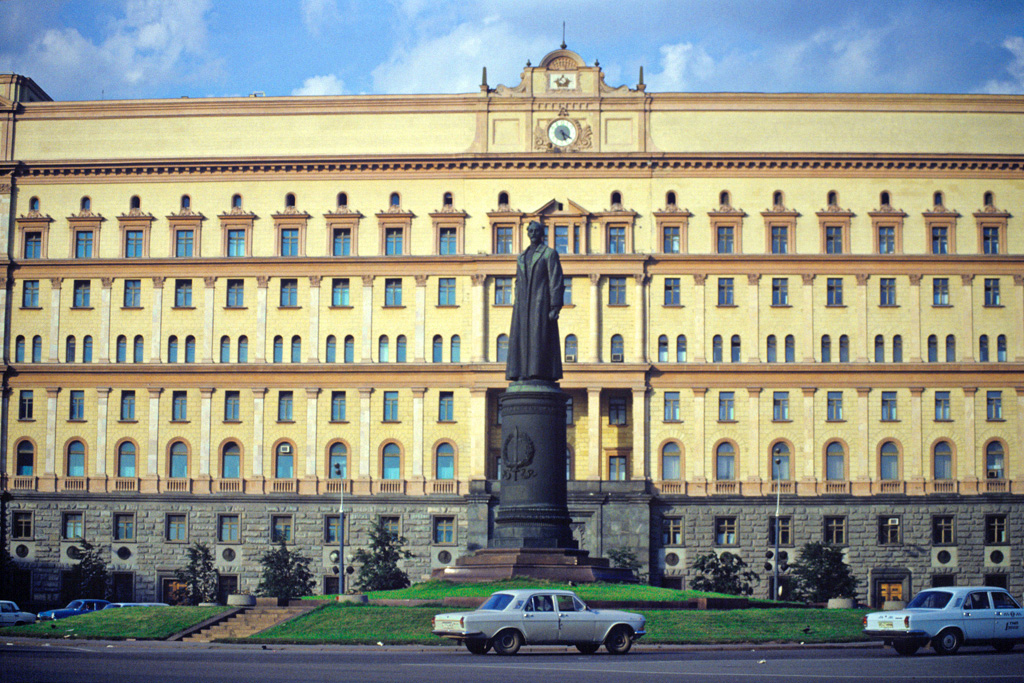
Пам'ятник на Луб'янській площі перед демонтажем у 1991 році

Пам'ятник Феліксу Дзержинському у Москві — пам'ятник радянському партійному і державному діячеві, революціонеру-засновнику ВЧК, одному з організаторів «червоного терору» Феліксу Едмундовичу Дзержинському в столиці Росії місті Москві.

## Загальні дані
Пам'ятник Ф. Е. Дзержинському встановлений у Парку Мистецтв (скульптур) навпроти центрального входу до Центрального парку культури і відпочинку імені М. Горького (раніше на Луб'янській площі).
Автор — відомий радянський скульптор Євген Вучетич.
Вага скульптури (без постаменту) становить 11 тон.

## З історії пам'ятника
Пам'ятник був установлений у 1958 році навпроти головної будівлі КДБ (місце роботи Ф. Е. Дзержинського; нині ФСБ) на Луб'янській площі в Москві, названій на честь Дзержинського після смерті останнього (1926 рік; ця назва протрималась аж до 1990-х рр., коли було повернуто історичну назву площі).
Пам'ятник одіозній фігурі радянської історії викликав справедливі нарікання дисидентів і правозахисників, з ним же пов'язані події сумнозвісного ГКЧП. 22 серпня 1991 року, після провалу державного заколоту в Росії (намагання усунити від управління М. С. Горбачова), пам'ятник за рішенням Московської міськради (Моссовєт) було демонтовано, однак не знесено остаточно, на вимогу низки праворадикалів, його було перенесено до так званого Парку мистецтв (Парк скульптур) навпроти центрального входу до Центрального парку культури і відпочинку імені М. Горького.

## Виноски-джерела
1. ↑  http://www.vremya.ru/print/105948.html [Архівовано 5 жовтня 2013 у Wayback Machine.] Дзержинский не имеет отношения к праву (рос.)
2. ↑  http://www.trud.ru/trud.php?id=200701310160303 [Архівовано 28 липня 2014 у Wayback Machine.] Кто ж его посадит, он же памятник // Статья в газете «Труд» (рос.)